# ريناتو كارلوس مارتينز جونيور
ريناتو كارلوس مارتينز جونيور (بالبرتغالية: Renato Carlos Martins Júnior‏) (14 مايو 1987 في ساو فيسنتي، ساو باولو في البرازيل – )؛ هو لاعب كرة قدم كان يلعب كمهاجم.

## وصلات خارجية
- ريناتو كارلوس مارتينز جونيور على موقع رابطة كرة القدم اليابانية للمحترفين (اليابانية)
- ريناتو كارلوس مارتينز جونيور على موقع قاعدة بيانات كرة القدم.إي يو (الإنجليزية)
- ريناتو كارلوس مارتينز جونيور على موقع Soccerway.com (الإنجليزية)
- ريناتو كارلوس مارتينز جونيور على موقع عالم كرة القدم.نت (الإنجليزية)